# Gornozavodsk

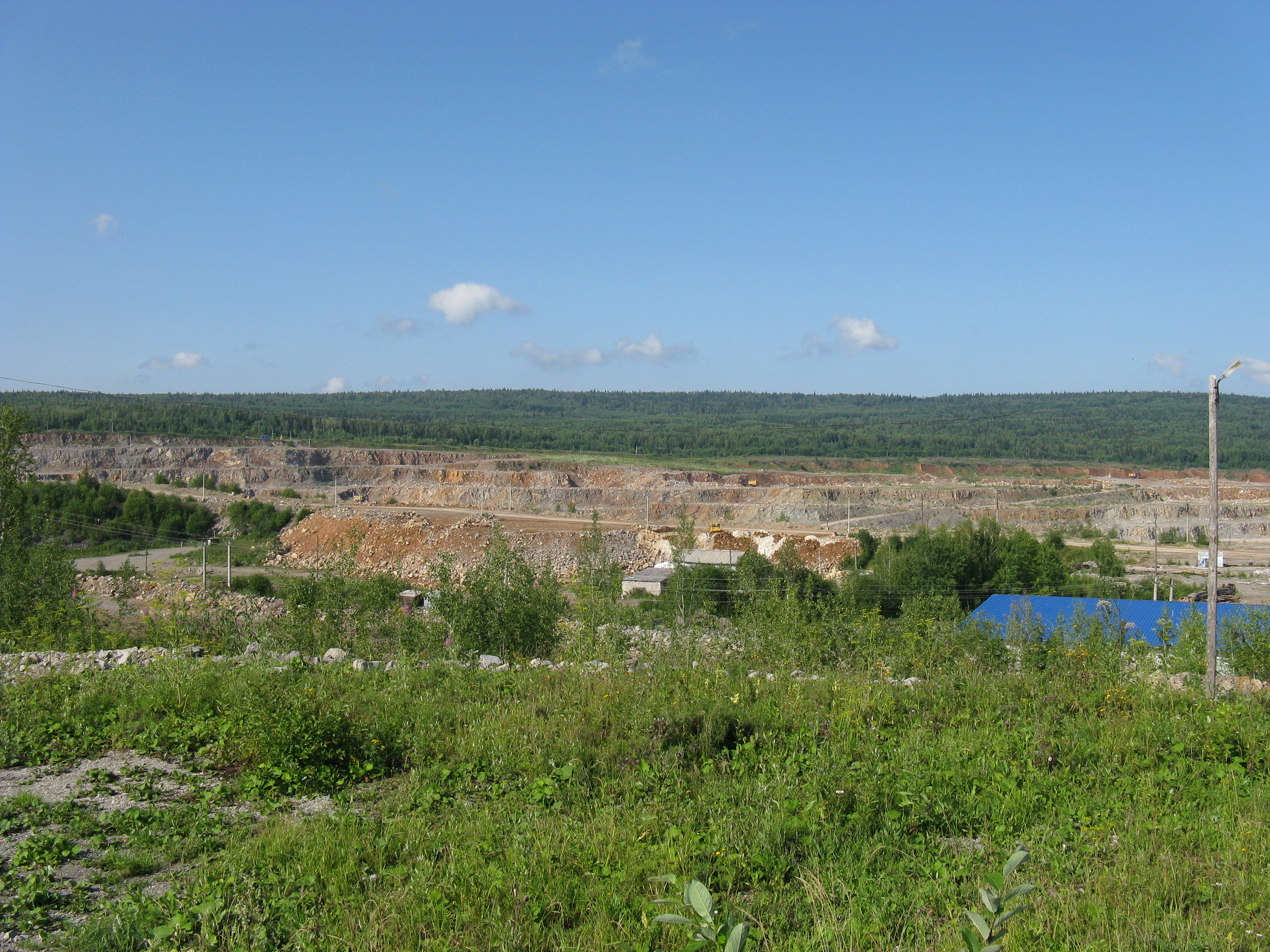
Mina de Calcário aos arredores da cidade

Gornozavodsk (russo:Горнозаво́дск) é uma cidade, no Krai de Perm, na Rússia, localizada a 192km nordeste a Perm. 
Sua população é de 13.061 habitantes

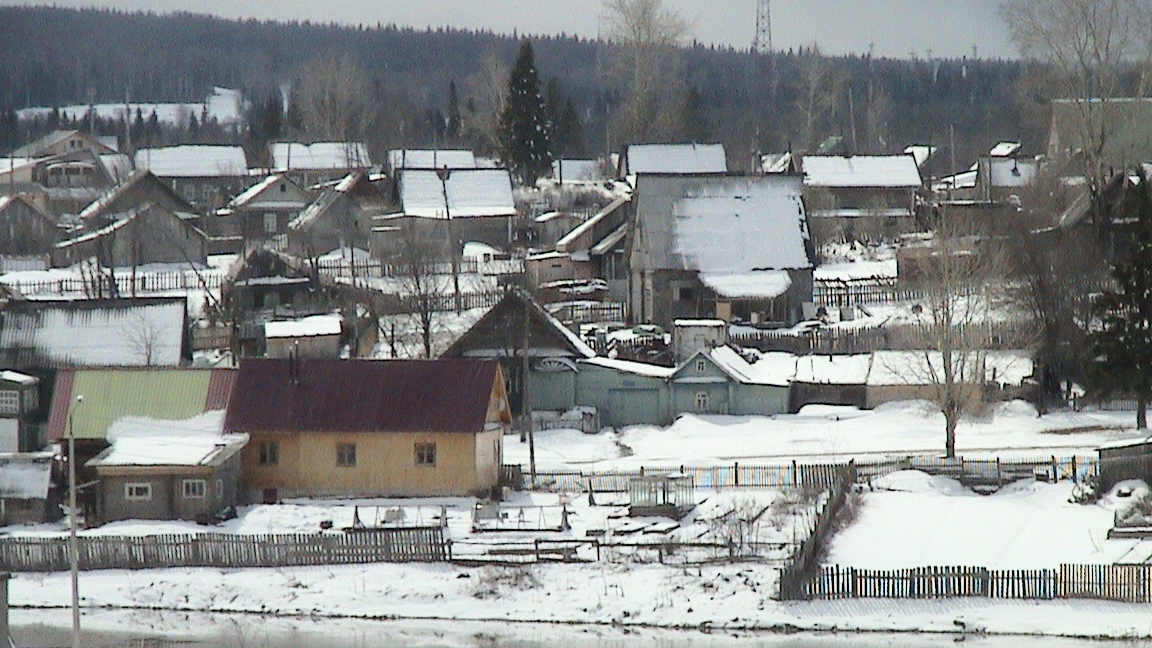
Vista de Gornozavodsk

Foi fundada em 1947 como um assentamento perto de uma fábrica de cimento e de uma estação de trem,chamada Pashyia(Пашия). No começo, o assentamento era chamado de Novopashiysky(Новопашийский). Foi renomada como Gornozavodsk e elevada a cidade em 1965.